# Alchemilla sublessingiana
Alchemilla sublessingiana är en rosväxtart som beskrevs av Sergei Vasilievich Juzepczuk. Alchemilla sublessingiana ingår i släktet daggkåpor, och familjen rosväxter. Inga underarter finns listade i Catalogue of Life.